# ESV
ESV är en speciell typ av stolpar för väg- och gatubelysning. De är åttakantiga istället för konventionellt runda.
Uttrycket "ESV" kommer från uppfinnarna Enquist-Svensen-Vanke.
Principen för en ESV-stolpe går ut på att den ska vika sig om ett fordon kolliderar med den. Detta innebär att det blir mindre häftig stöt mot det kolliderande fordonet och det därmed kan bli mindre personskador för dem som sitter i bilen. ESV-stolparna har dock nackdelen att de är dyrare än cirkulära stolpar.
ESV-stolpar tillverkas av AB Varmförzinkning i Smålandsstenar.
Samma tanke med stolpe som viker sig ligger bakom en fackverkskonstruktion med kvadratisk genomskärning, tillverkades av WIBE i Mora.